# Sandra Equihua
Sandra  Equihua (Tijuana, México) es una artista mexicana, con una amplia trayectoria en el campo de la escultura, pintura, ilustración digital y diseño de personajes animados. En 2008, Equihua se convirtió en la primera animadora mexicana en recibir un Premio Daytime Emmy por logro individual sobresaliente. Es conocida por su colaboración como cocreadora de la serie animada El Tigre: Las aventuras de Manny Rivera y la película infantil El libro de la vida (nominada al Globo de Oro), donde además prestó su voz para Scardelita. También fue la voz para la Reina Tecca, diseñó los personajes femeninos y  consultora creativa en la serie animada Maya y los tres, ganadora de dos premios Annie y nominada a cinco premios Emmy.

## Biografía
Sandra Equihua es descendiente de purépechas del estado de Michoacán. Sus padres estaban tan orgullosos de su cultura que cuando cumplió 5 años su fiesta de cumpleaños se realizó con esa temática. Todos los asistentes llevaban trajes tradicionales y cintas en el pelo, de ahí surge su inspiración e incluso ha llevado estas cintas a sus recientes diseños de personajes como en la serie animada Maya y los tres.
Equihua recibió su formación académica en Diseño Gráfico en la Universidad Iberoamericana Tijuana. Posteriormente, se trasladó a Los Ángeles, donde ha consolidado su carrera artística y ha colaborado con prestigiosas empresas y estudios como Netflix, Reel FX, Google, Sony Pictures, Disney y Nickelodeon.
Su trabajo abarca diversas disciplinas artísticas, desde la escultura y la pintura hasta la ilustración y el diseño de personajes animados. Equihua ha expuesto sus obras en galerías tanto en México como en Estados Unidos, mostrando su estilo artístico único que combina elementos contemporáneos con la rica tradición y folclore de la cultura mexicana.

## Trayectoria
Equihua es reconocida por su capacidad para fusionar elementos visuales y narrativos en sus diseños de personajes. Su enfoque creativo y su habilidad para capturar la esencia de la tradición mexicana en sus obras le han valido numerosos reconocimientos y premios a lo largo de su carrera. Ha contribuido en programas de renombre como El Macho de Sony Pictures, ¡Mucha lucha! de Warner Bros y Wow Wow Wubzy! de Nick Jr's, El Tigre: Las Aventuras de Manny Rivera, donde colaboró junto a su esposo Jorge R. Gutiérrez como cocreadora y diseñadora de personajes. Esta última serie, la cual abordaba temas relevantes como la inmigración y el crecimiento personal, recibió un premio Emmy.
En el año 2014, Equihua desempeñó un papel fundamental como diseñadora de personajes en la película animada en 3D El Libro de la Vida producida por 20th Century Studios. En esta obra, diseñó todos los personajes femeninos, dotándolos de imperfecciones realistas y detalles personales para agregar autenticidad. Su trabajo destacó por la incorporación de simbolismo y herencia cultural, utilizando diseños tradicionales mexicanos folclóricos y otras referencias culturales. La historia de la película, con su ambiente poético y mágico, hacía referencia a los spaghetti westerns, las corridas de toros y la música pop.
En Maya y los Tres, una épica miniserie de animación, Equihua ha desempeñado un papel fundamental en la creación de los personajes y su estética visual. La serie cuenta la historia de Maya, una princesa guerrera valiente y rebelde, que se embarca en una aventura para salvar a su familia y a la humanidad de los dioses del inframundo. El trabajo de Equihua se basa en su profundo conocimiento de la mitología mesoamericana y su inspiración en las influencias femeninas guerreras que han marcado su vida. Además de su labor como diseñadora de personajes, Sandra Equihua también ha desempeñado el papel de consultora creativa en la serie. Su talento y experiencia en la animación han contribuido a dar vida a los personajes y a enriquecer el mundo visual de sus producciones.

## Obra

### Animación
- Maya y los tres (2021): Coproductora, diseño de personajes y voz
- Son of Jaguar (2017): Animación y voz[12]

- Guardianes de oz (2015): Diseño de personajes
- El libro de la vida (2014): Coproductora, diseño de personajes y voz
- El Tigre: las aventuras de Manny Rivera (2007): Diseño de personajes
- Wow Wow Wubzy! (2006-2008): Diseño de personajes
- ¡Mucha Lucha! (2004): Diseño de personajes

### Exposiciones de arte
- Stories of Cinema, Animation gallery (2021). Museo de la Academia de Artes. Los Angeles, Estados Unidos.[13]
- Los dos: An exhibition by Sandra Equihua y Jorge Gutierrez (2019). Nucleos Gallery. Estados Unidos.[14]
- Border Bang 2 (2018). Coagula Curatorial. Los Angeles, Estados Unidos.[15]
- Piñatarama (2011). Museo de Arte Moderno de México. Ciudad de México.[16]
- Día de tus muertos (2010). Subtext Gallery. San Diego, Estados Unidos.
- Kicks art show [DC Shoes] (2008). Subtext Gallery. San Diego, Estados Unidos.[17]

### Ilustración
- Cinderella. Libro (2016) Ilustración[18]

### Videojuegos
- ModNation Racers: Road Trip. Videojuego (2012). Diseño de personajes principales.[19]
- El Tigre: The Adventures of Manny Rivera. Videojuego (2008). Guion y diseño de personajes principales.[20]

## Premios
| Año  | Premio       | Categoría                                                                                          | Trabajo                                                                 | Resultado |
| ---- | ------------ | -------------------------------------------------------------------------------------------------- | ----------------------------------------------------------------------- | --------- |
| 2008 | Daytime Emmy | Logro individual sobresaliente                                                                     | El Tigre: Las Aventuras de Manny Rivera (For episode: Enter the Cuervo) | Ganadora  |
| 2015 | Globo de Oro | Mejor película animada                                                                             | El libro de la vida                                                     | Nominada  |
| 2015 | Annie Award  | Diseño de personajes en una producción animada (compartido con Jorge R. Gutiérrez y Paul Sullivan) | El libro de la vida                                                     | Ganadora  |